# Louis Leroux
Louis Vincent Emilie Leroux (* 23. Januar 2006 in Le Longeron) ist ein französischer Fußballspieler, der aktuell beim FC Nantes in der Ligue 1 spielt.

## Karriere
Leroux begann seine fußballerische Karriere 2011 in seinem Geburtsort bei der AS Longeron. Nach neun Jahren dort wechselte er im Sommer 2020 in das Ausbildungszentrum des FC Nantes. Hier kam er in der Saison 2021/22 zu seinen ersten Einsätzen für das U17-Team des Vereins in der Championnat National U17. In der Spielzeit 2022/23 spielte er weiterhin konstant für die B-Junioren, bestritt jedoch auch schon mehrere Partien für die A-Junioren, mit denen er französischer Meister wurde. 2023/24 spielte er mit der A-Jugend in der Liga, im Pokal und in der UEFA Youth League und lief einige Male für die zweite Mannschaft in der National 3 auf. Am 31. August 2024 (3. Spieltag) wurde Leroux bei einem 3:1-Sieg über den HSC Montpellier spät eingewechselt und gab somit sein Profidebüt in der Ligue 1. Einen Monat nach seinem Debüt unterschrieb er bei den Kanarienvögeln seinen ersten Profivertrag bis Juni 2028. Ende Februar 2025 (23. Spieltag) schoss er gegen den RC Lens bei einem weiteren 3:1-Sieg sein erstes Tor im Profibereich für den FC Nantes.

## Erfolge
FC Nantes
- Französischer A-Junioren-Meister: 2023